# Paul McShane
Paul David McShane (* 6. Januar 1986 in Kilpedder, County Wicklow) ist ein irischer Fußballspieler.

## Vereinskarriere
McShane begann seine Fußballkarriere bei dem lokalen Klub Greystones United. Er spielte außerdem für die Schulteams von St. David’s und anschließend die St. Joseph’s Boys.
Im Sommer 2002 kam McShane in die Academy von Manchester United. 2003 spielte er im FA Youth Cup, in welchem ManU mit 3:1 gegen den FC Middlesbrough siegte. Im Sommer 2004 wurde er in einigen Freundschaftsspielen während der Saisonvorbereitung im Profiteam von Manchester eingesetzt, kam aber zu keinem Pflichtspieleinsatz. Im Dezember 2004 wurde er für einen Monat an den FC Walsall ausgeliehen, die folgende Saison verbrachte er auf Leihbasis vollständig beim Zweitligisten Brighton & Hove Albion und wurde von den Fans auch als „Player of the Season“ ausgezeichnet; belegte mit dem Klub aber den letzten Tabellenplatz. Im Sommer 2006 wurde McShane gemeinsam mit Luke Steele zu West Bromwich Albion transferiert, im Gegenzug kam Tomasz Kuszczak nach Manchester.
Mit West Brom belegte der Verteidiger Platz 4 in der Abschlusstabelle und erreichte damit die Aufstiegs-Play-Offs, in welchen man aber im entscheidenden Spiel Derby County mit 0:1 unterlag. McShane hatte in jener Saison 32 Ligaspiele bestritten und seine gezeigten Leistungen waren dem Erstligisten AFC Sunderland eine Ablösesumme von bis zu 2,5 Millionen Pfund wert um sich die Dienste des Verteidigers zu sichern.
Von August 2009 bis 2015 spielte Paul McShane für Hull City. Während dieser Zeit wurde er an den FC Barnsley und Crystal Palace F.C. verliehen. Im Sommer 2015 unterschrieb McShane einen Vertrag beim FC Reading.

## Nationalmannschaft
McShane wurde im Zuge der Qualifikationsspiele für die Euro 2008 gegen Zypern und Tschechien von Steve Staunton in den irischen Kader berufen. Nachdem nach der Partie gegen Zypern mit Andy O’Brien (Verletzung) und Richard Dunne (Platzverweis) die beiden etatmäßigen Innenverteidiger ausfielen, debütierte McShane in der Partie gegen Tschechien am 11. Oktober 2006 in der Nationalelf. Seither wurde McShane sporadisch in der irischen Nationalelf eingesetzt und wurde auch für die EM 2012 nominiert, bei der er aber nicht zum Einsatz kam. Sein bisher einziges Tor in der Nationalmannschaft ist ein Eigentor am 29. März 2016 zum 2:2-Endstand im Freundschaftsspiel gegen die Slowakei. Am 12. Mai 2016 wurde er von Nationaltrainer Martin O’Neill in das vorläufige 35 Spieler umfassende Aufgebot für die EM berufen. Er wurde letztlich aber nicht für die EM-Endrunde berücksichtigt.